# ان‌جی‌سی ۴۲۶۱
ان‌جی‌سی ۴۲۶۱ (به انگلیسی: NGC 4261) یک کهکشان بیضوی است که در پشت خوشه دوشیزه در ابر W قرار دارد.
هسته کهکشانی فعال (AGN) دارای یک سیاه‌چاله کلان‌جرم با جرم ۴۰۰ میلیون جرم خورشیدی است که دیسکی با شعاع ۸۰۰ سال نوری از غبار آن را تغذیه می‌کند.
طول کهکشان ۶۰ هزار سال نوری تخمین زده شده‌است و برافشانه فضایی آن ۸۸ هزار سال نوری است.

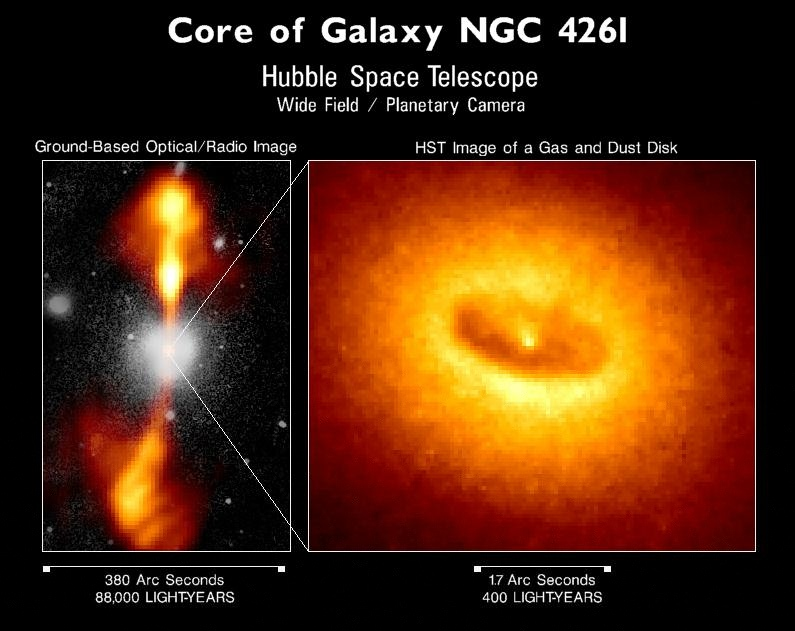
تصویر تلسکوپ فضایی هابل‌ از هسته کهکشانی فعال ان‌جی‌سی ۴۲۶۱. سازنده: HST/ناسا/سازمان فضایی اروپا.